# البرت اکسلراد
البرت اکسلراد (انگلیسی: Albert Axelrod; ۱۲ فوریهٔ ۱۹۲۱ – ۲۴ فوریهٔ ۲۰۰۴) شمشیرباز اهل ایالات متحده آمریکا بود.
وی در مسابقات کشوری و بین‌المللی در مجموع برندهٔ ۲ مدال طلا، ۶ مدال نقره، ۱ مدال برنز شده‌است.